# Тунштеттен (Берн)
Тунштеттен (нім. Thunstetten BE) — громада  в Швейцарії в кантоні Берн, адміністративний округ Верхнє Ааргау.

## Географія
Громада розташована на відстані близько 37 км на північний схід від Берна.
Тунштеттен має площу 9,7 км², з яких на 19,6% дозволяється будівництво (житлове та будівництво доріг), 53,8% використовуються в сільськогосподарських цілях, 26,1% зайнято лісами, 0,4% не є продуктивними (річки, льодовики або гори).

## Демографія
2019 року в громаді мешкало 3425 осіб (+12,6% порівняно з 2010 роком), іноземців було 18,4%. Густота населення становила 355 осіб/км².
За віковим діапазоном населення розподілялося таким чином: 20,2% — особи молодші 20 років, 59,2% — особи у віці 20—64 років, 20,6% — особи у віці 65 років та старші. Було 1469 помешкань (у середньому 2,3 особи в помешканні).
Із загальної кількості 1570 працюючих 143 було зайнятих в первинному секторі, 826 — в обробній промисловості, 601 — в галузі послуг.